# Universitatea Adam Mickiewicz din Poznań
Universitatea Adam Mickiewicz din Poznań este o instituție de învățământ superior de stat din Poznań, Polonia.

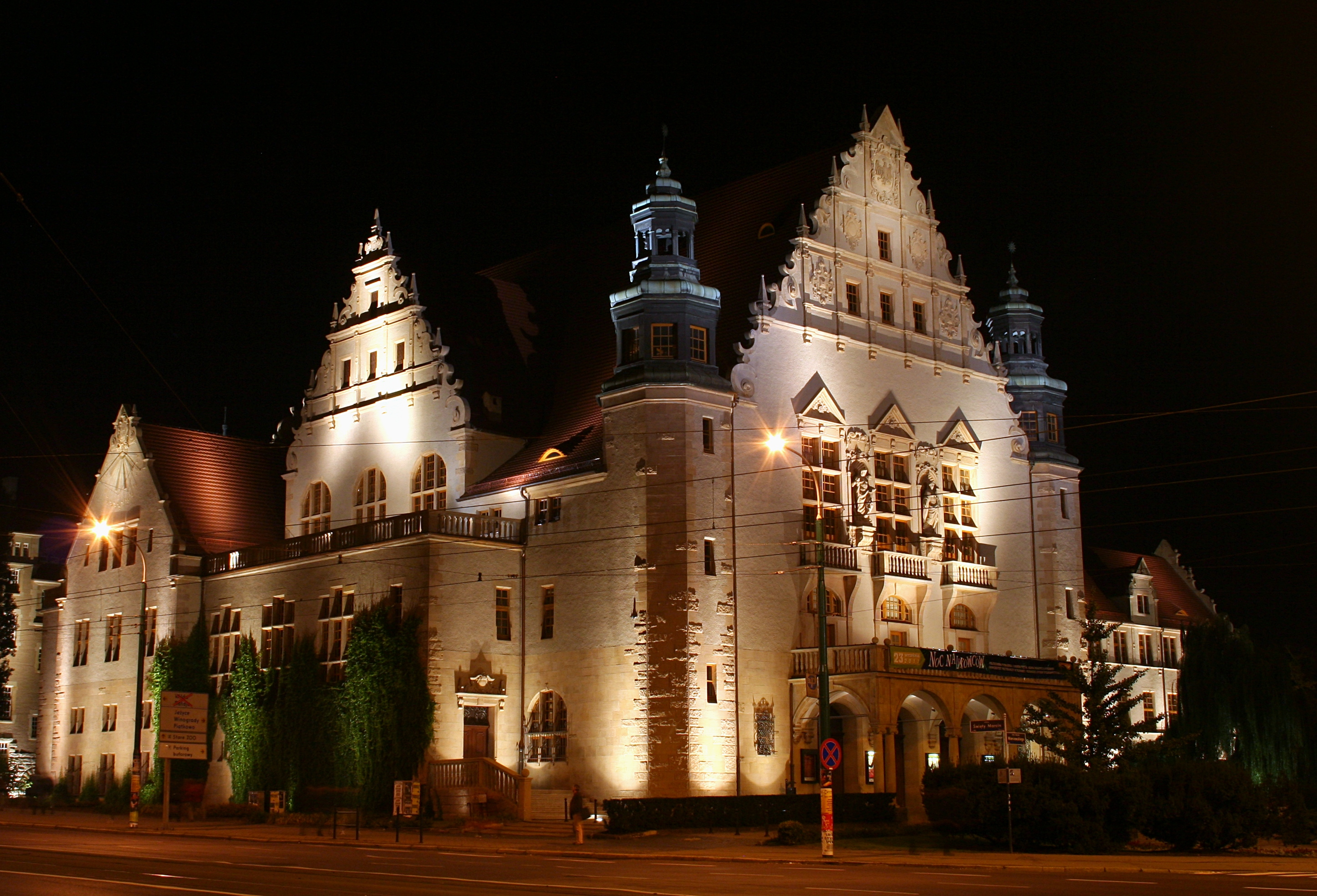
Aula Universității și Collegium Minus

## Rectori
| - 1919–1923: Heliodor Święcicki (1854–1923) – doctor - 1923–1924: Zygmunt Lisowski (1880–1955) – jurist - 1924–1925: Stanisław Dobrzycki (1875–1931) – slavist - 1925–1926: Ludwik Sitowski (1880–1947) – zoolog - 1926–1928: Jan Gabriel Grochmalicki (1883–1936) – zoolog - 1928–1929: Edward Lubicz–Niezabitowski (1875–1946) – doctor, zoolog - 1929–1931: Stanisław Kasznica (1874–1958) – jurist - 1931–1932: Jan Sajdak (1882–1967) – filolog clasic - 1932–1933: Stanisław Pawłowski (1882–1940) – geograf - 1933–1936: Stanisław Runge (1888–1953) – doctor în medicină veterinară - 1936–1939: Antoni Peretiatkowicz (1884–1956) – jurist - 1939: Bronisław Niklewski (1879–1961) – fiziolog - 1941–1943: Ludwik Jaxa-Bykowski (1881–1948) – pedagog, profesor de științe naturale - 1943–1945: Roman Pollak (1886–1972) – istoric literar - 1945–1946: Stefan Tytus Dąbrowski (1877–1947) – doctor, fiziolog - 1946–1948: Stefan Błachowski (1889–1962) – psiholog - 1948–1952: Kazimierz Ajdukiewicz (1890–1963) – filozof, logician | - 1952–1956: Jerzy Suszko (1889–1972) – chimist - 1956–1962: Alfons Klafkowski (1912–1992) – jurist - 1962–1965: Gerard Labuda (1916–2010) – istoric - 1965–1972: Czesław Łuczak (1922–2002) – istoric - 1972–1981: Benon Miśkiewicz (1930–2008) – istoric - 1981–1982: Janusz Ziółkowski (1924–2000) – economist, sociolog - 1982–1984: Zbigniew Radwański (1924-2012) – jurist - 1984–1985: Franciszek Kaczmarek (1928-2015) – fizician, jurist - 1985–1988: Jacek Fisiak (n. 1936) – filolog - 1988–1990: Bogdan Marciniec (n. 1941) – chimist - 1990–1996: Jerzy Fedorowski (n. 1934) – geolog - 1996–2002: Stefan Jurga (n. 1946) – fizician - 2002–2008: Stanisław Lorenc (n. 1943) – geolog - din 2008: Bronisław Marciniak (n. 1950) – chimist - din 2016: Andrzej Lesicki (n. 1950) – biolog |

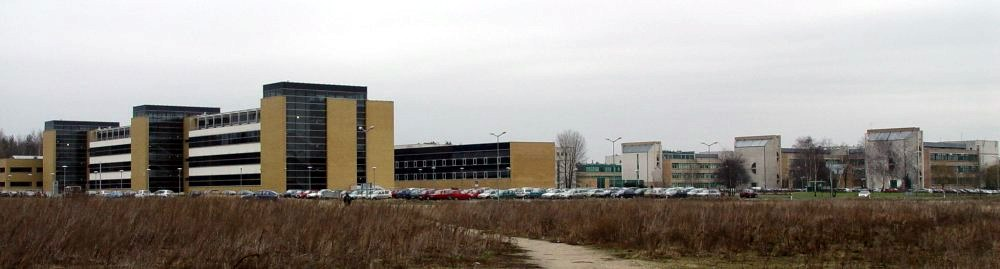
Collegium Mathematicum
Collegium Physicum

## Facultăți
- Facultatea de Biologie
- Facultatea de Chimie
- Facultatea de Filologie poloneză și clasică
- Facultatea de Fizică
- Facultatea de Istorie
- Facultatea de Matematică și Informatică
- Facultatea de Științe geografice și geologice
- Facultatea de Științe Politice și Jurnalism
- Facultatea de Științe Sociale
- Facultatea de Drept și Științe administrative
- Facultatea de Științe ale Educației
- Facultatea de Teologie
- Facultatea de Pedagogie și Arte Plastice din Kalisz

## Galerie

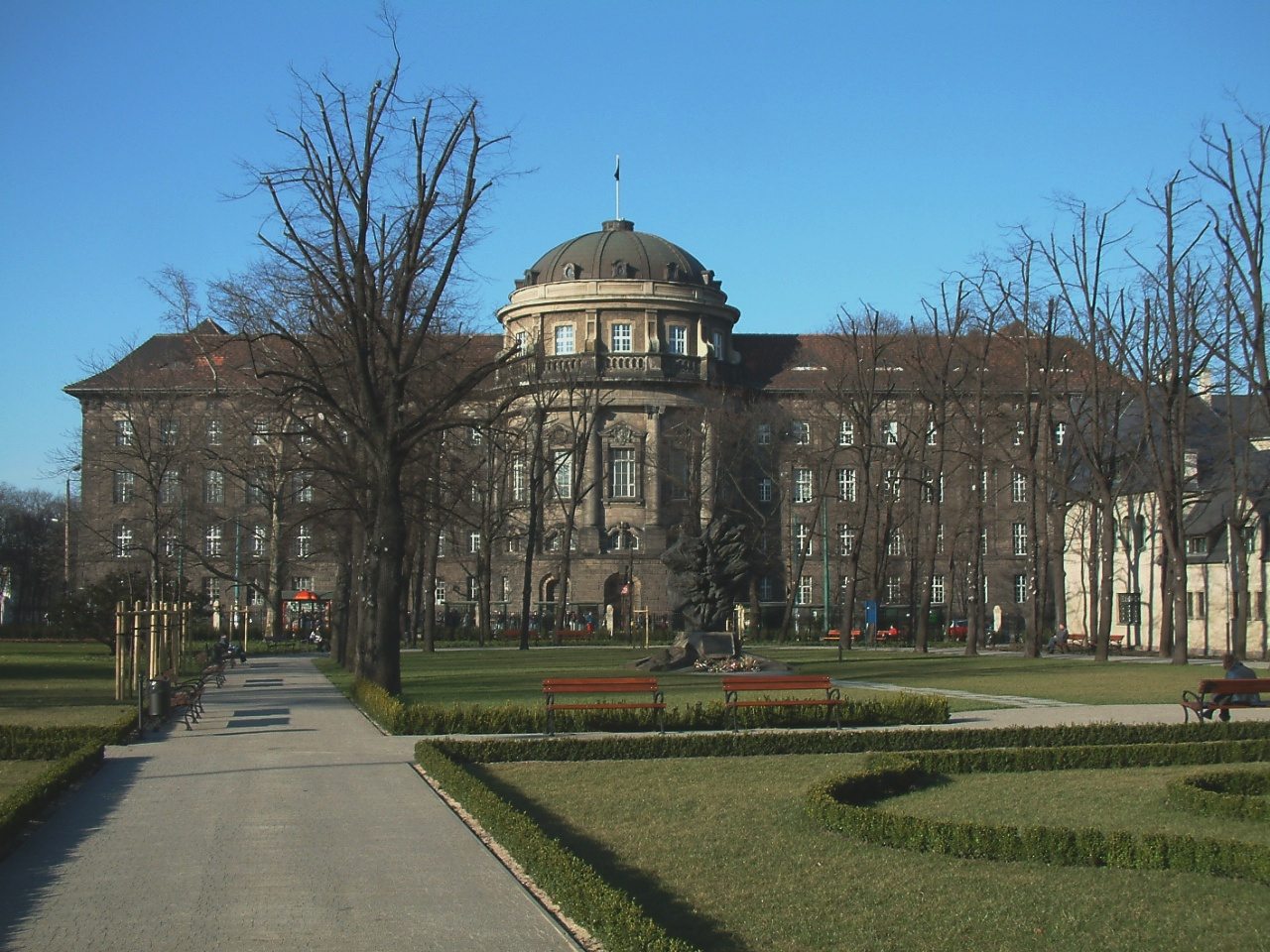
Collegium Maius
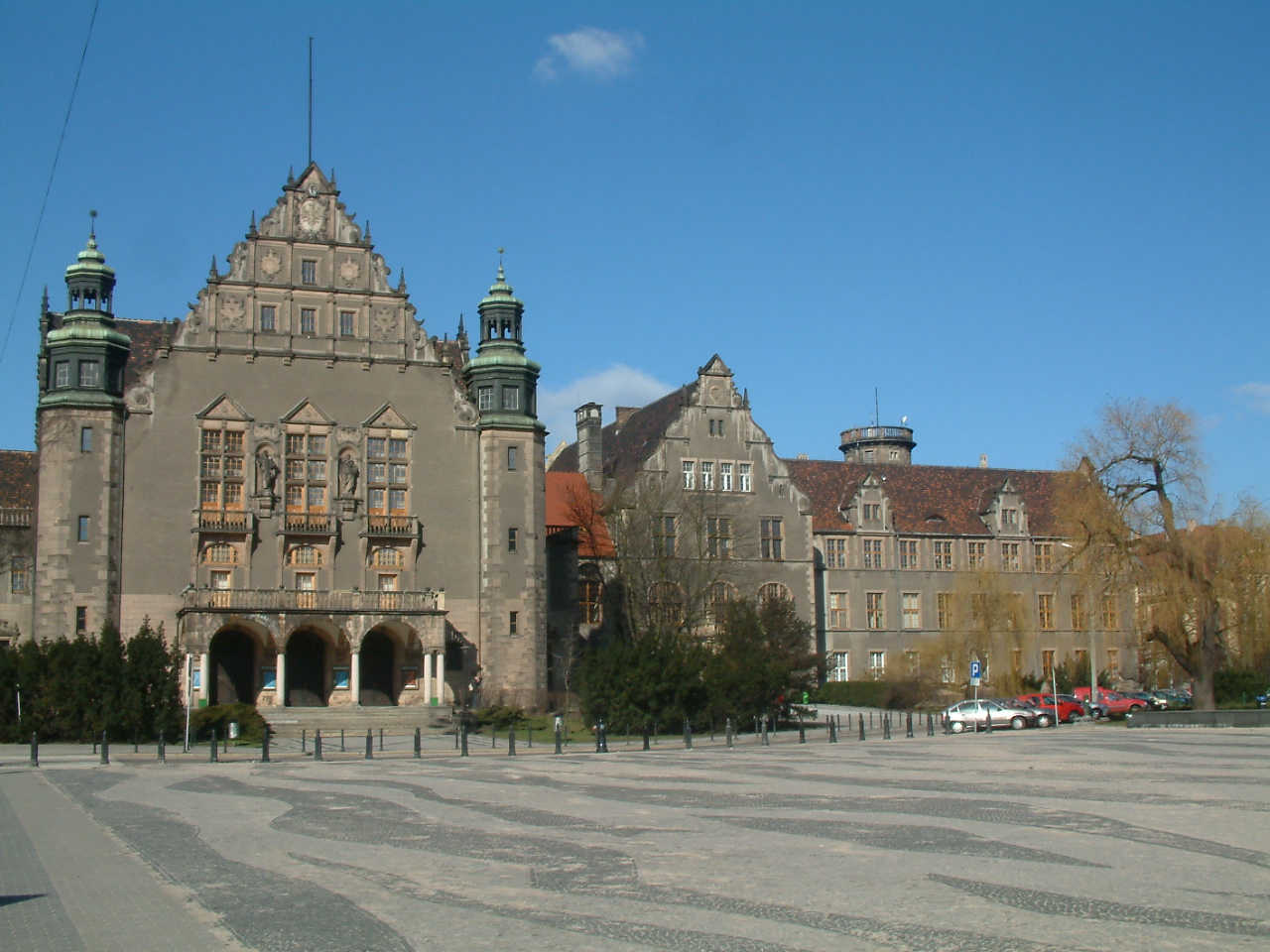
Aula Universității și Collegium Minus
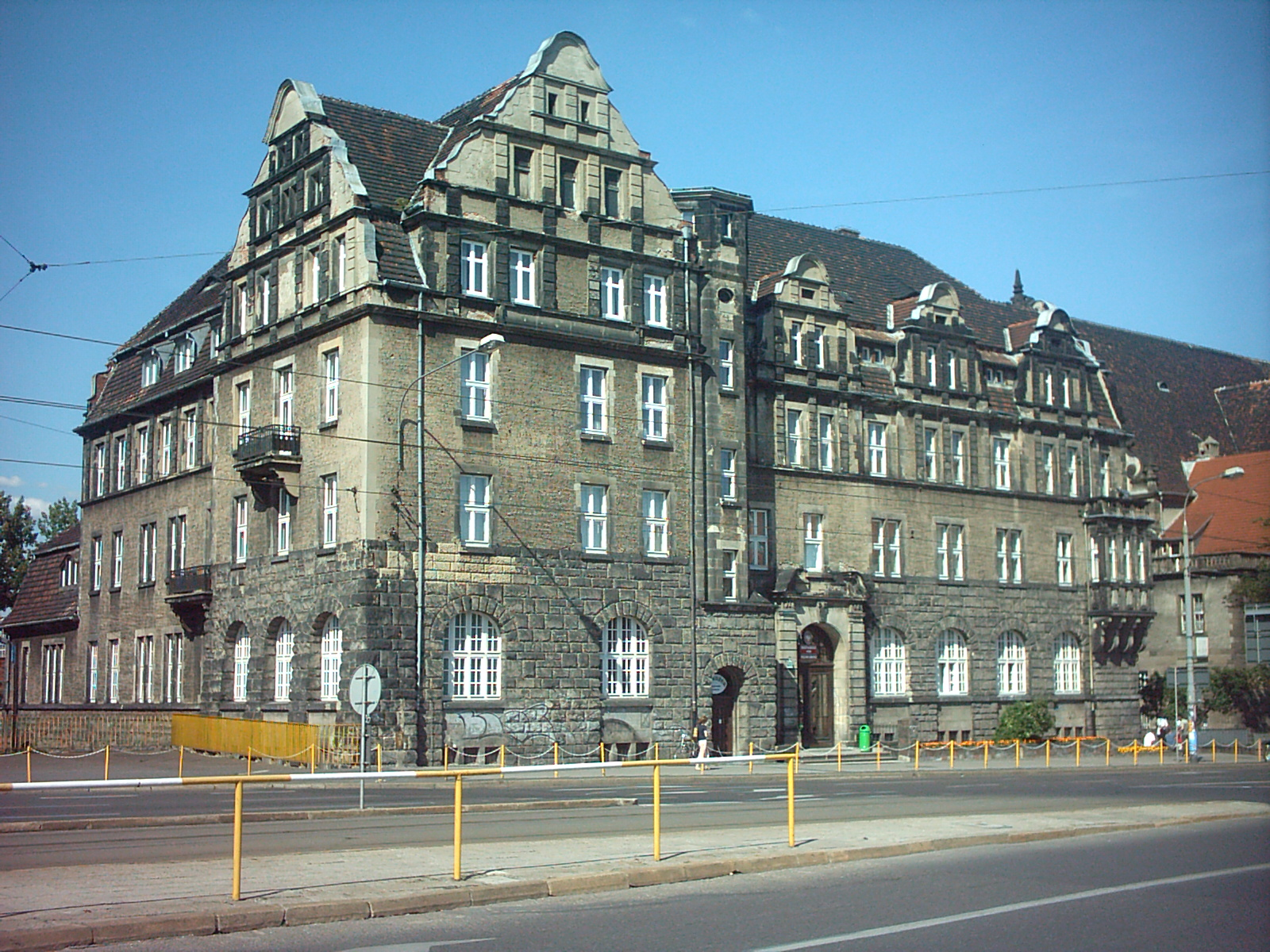
Collegium Iuridicum
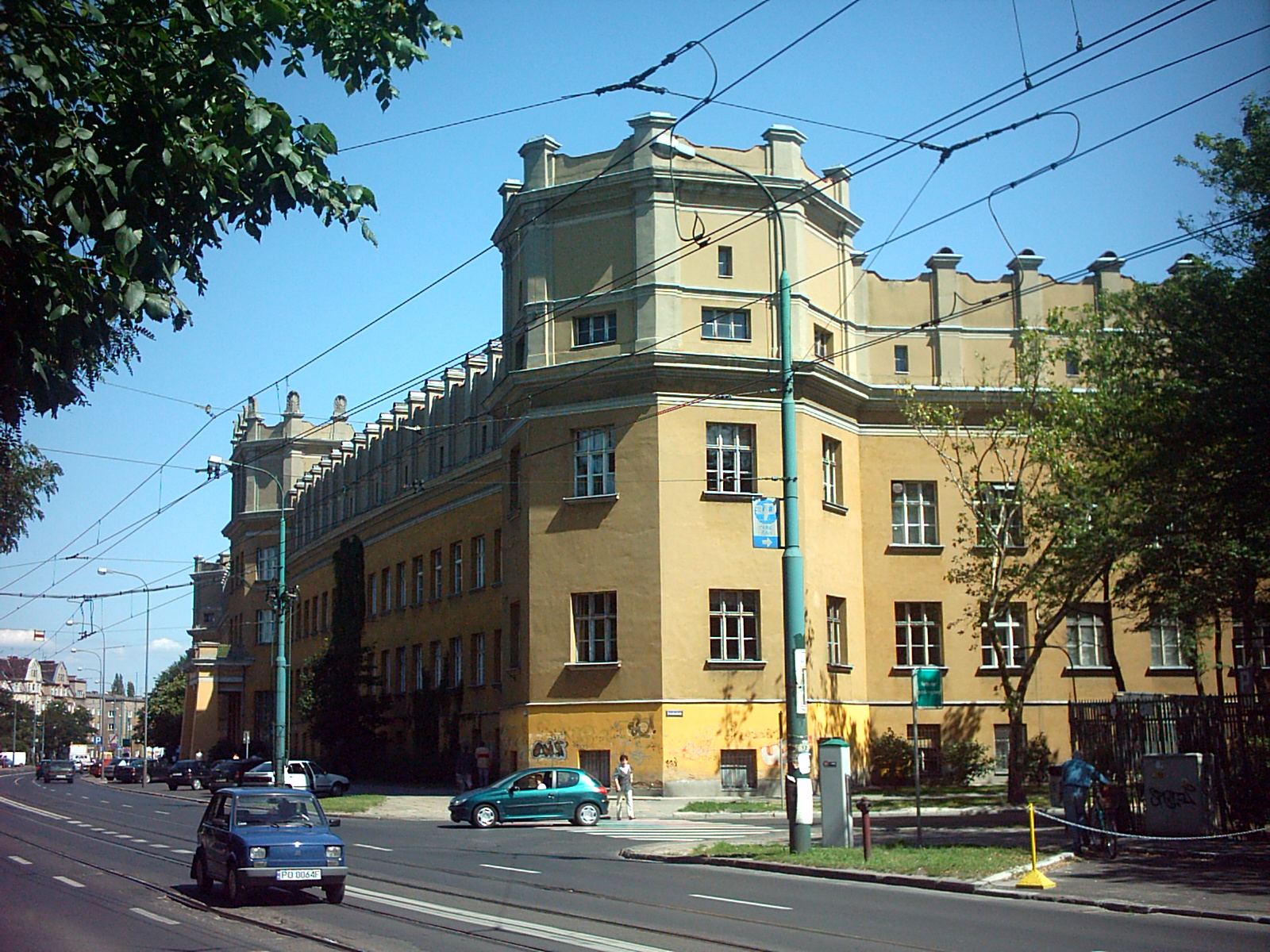
Collegium Chemicum
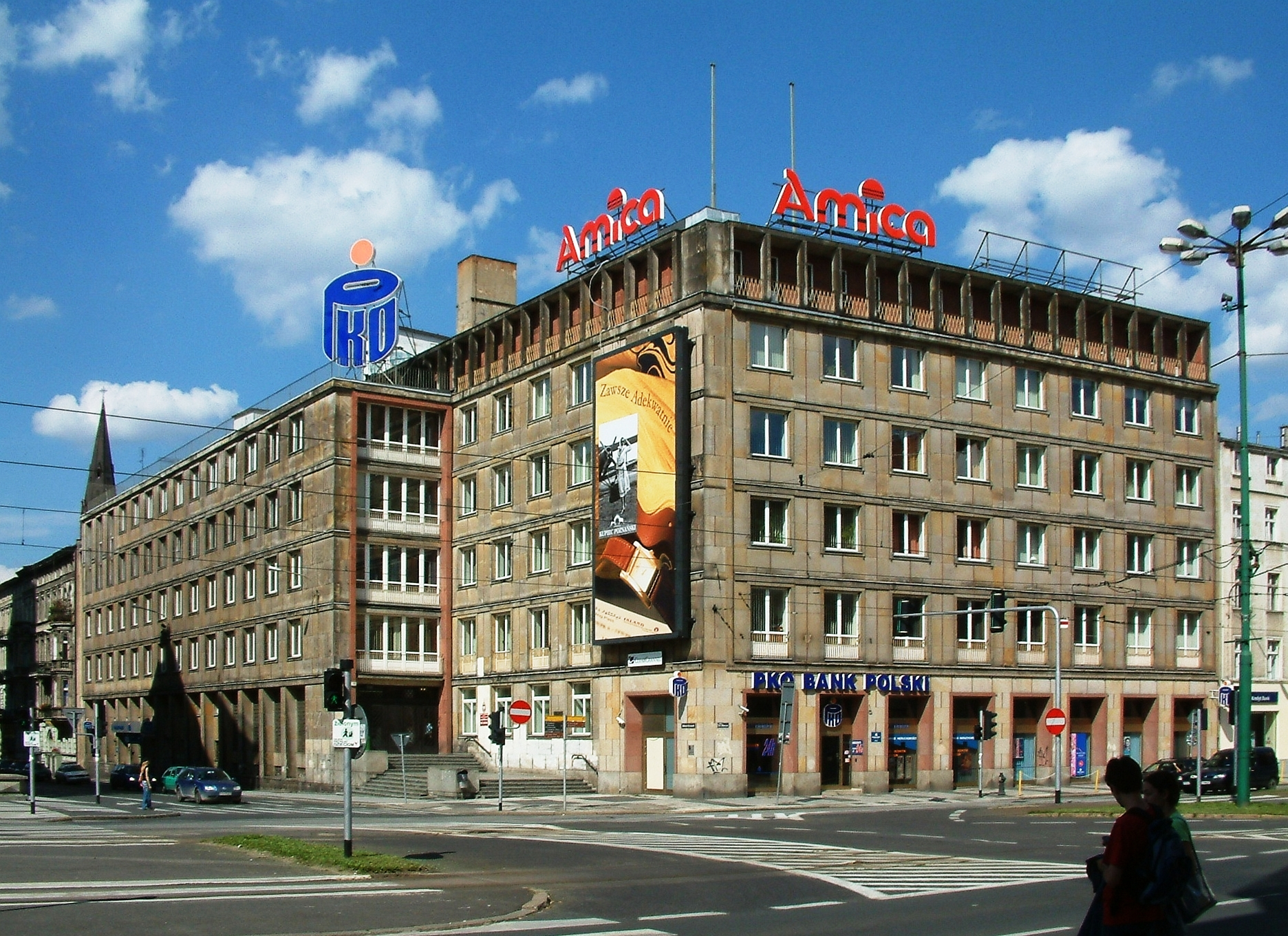
Collegium Historicum
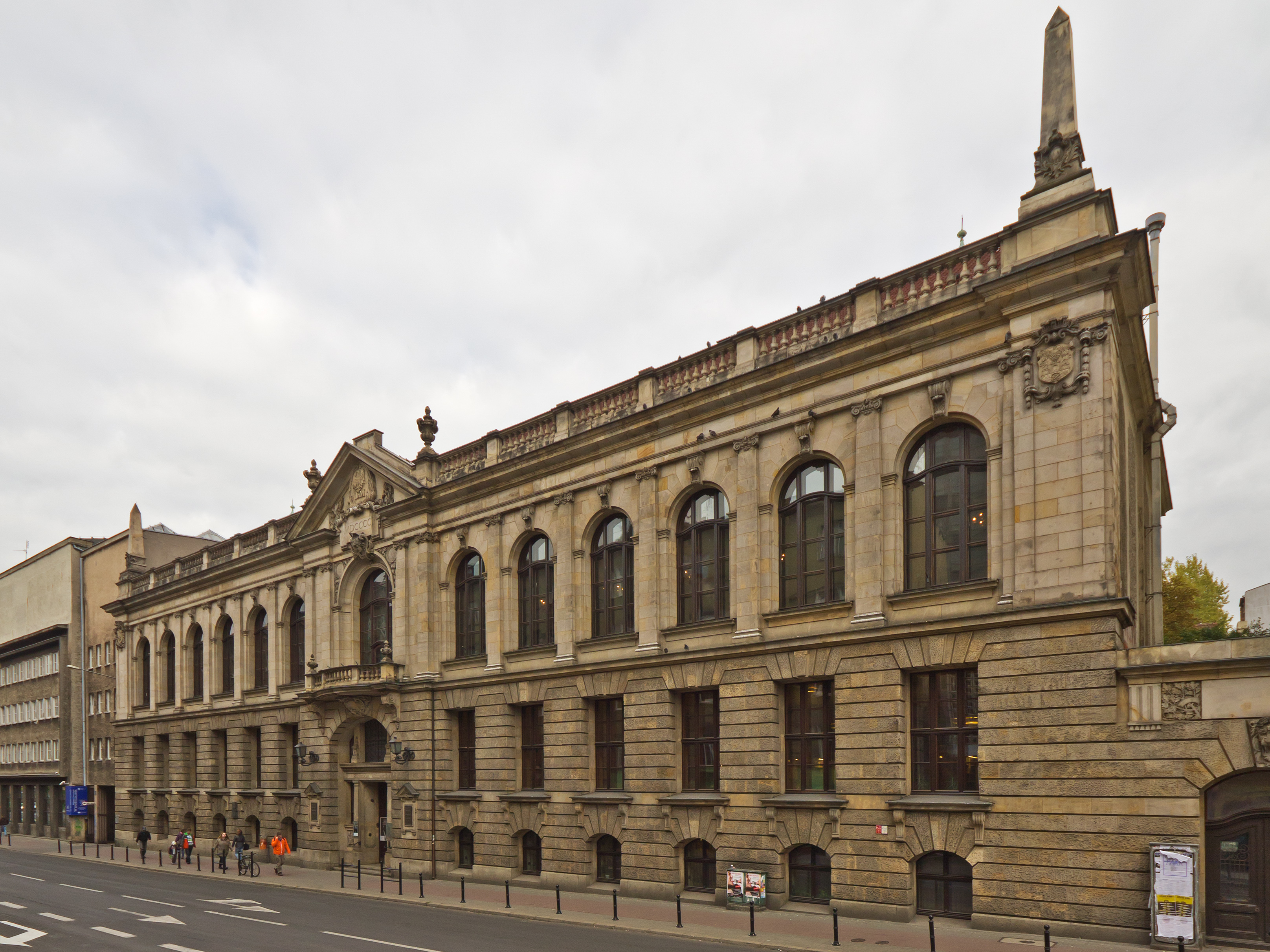
Biblioteca Universității
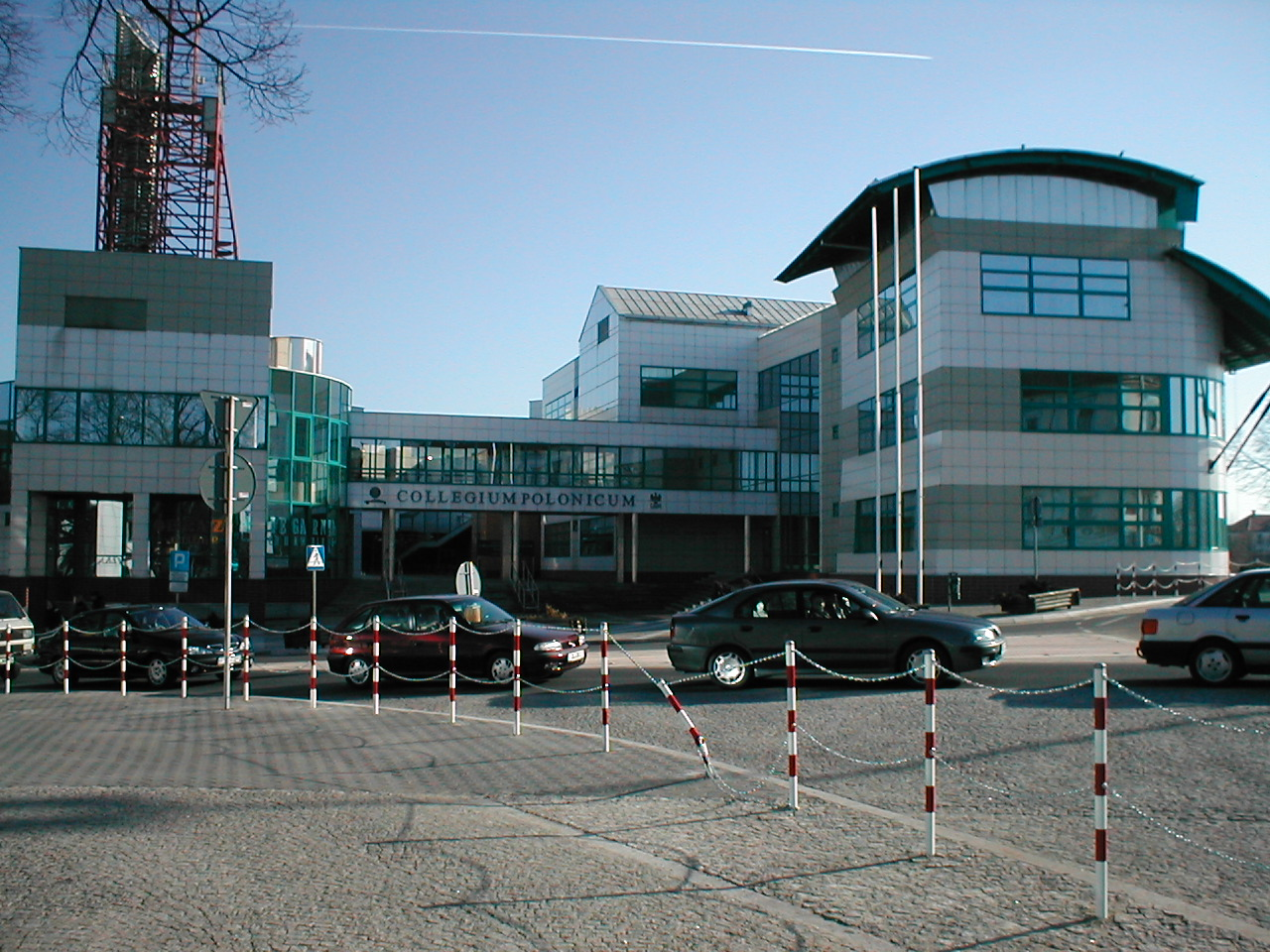
Collegium Polonicum din Słubice